# جيمي بلير (لاعب كرة قدم)
جيمي بلير (بالإنجليزية: Jimmy Blair)‏ (6 يناير 1918 في المملكة المتحدة - 1983) هو لاعب كرة قدم بريطاني (وحمل سابقاً جنسية المملكة المتحدة لبريطانيا العظمى وأيرلندا) في مركز الهجوم. شارك مع منتخب اسكتلندا لكرة القدم ومنتخب ويلز لكرة القدم. أما مع النوادي، فقد لعب مع كارديف سيتي ونادي بلاكبول ونادي بورنموث ونادي ليتون أورينت ورامزغيت ‏ وكانتربري سيتي ‏.